# Seamus Dever

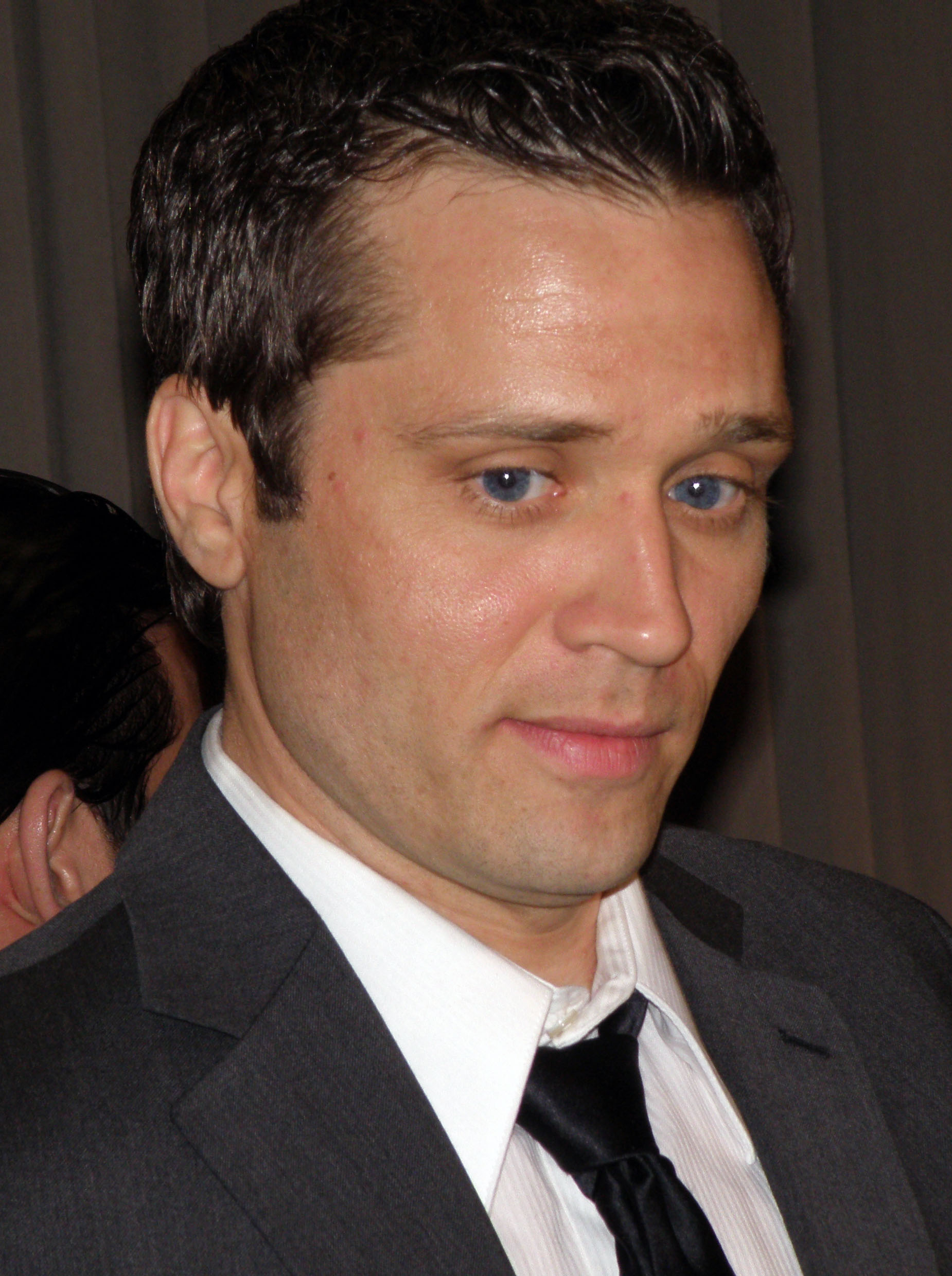
Seamus Dever (2010)

Seamus Patrick Dever (* 27. Juli 1976 in Flint, Michigan) ist ein US-amerikanischer Schauspieler.

## Leben
Seamus Dever verbrachte seine Jugend in Bullhead City. Er absolvierte sein Studium an der Northern Arizona University und erhielt einen Master of Fine Arts von der Carnegie-Mellon University und dem Tschechow-Kunsttheater Moskau. 2006 heirateten er und seine Frau Juliana. Leslie Feist ist seine Cousine.
Dever war in Los Angeles in verschiedenen Rollen am Theater zu sehen, für die er gute Kritiken erhielt. So spielte er in der LA-Premiere der Theaterfassung von A Clockwork Orange.
Im Fernsehen war er hauptsächlich als Gastdarsteller in verschiedenen Serien zu sehen. Ein längeres Engagement hatte Dever 2008 in der Seifenoper General Hospital als Dr. Ian Devlin und der Fernsehserie Army Wives als Dr. Chris Ferlinghetti.
Von 2009 bis 2016 spielte Dever eine der Hauptrollen, den Detective Kevin Ryan, in der Krimiserie Castle. Seine Frau Juliana spielt dort seine Freundin und spätere Ehefrau.

## Filmografie (Auswahl)
- 1999: Pensacola – Flügel aus Stahl (Pensacola: Wings of Gold, Fernsehserie, Folge 3x08)
- 2001: Shooting LA
- 2001: Trügerisches Glück (She's No Angel)
- 2001: Undressed – Wer mit wem? (Undressed, Fernsehserie, Folge 4x01)
- 2001: Crossing Jordan – Pathologin mit Profil (Crossing Jordan, Fernsehserie, Folge 1x06)
- 2002: Deep Cover (Fernsehserien-Pilot)
- 2002: Outside the Law – Von Verrätern gejagt! (Never Say Die)
- 2003: Without a Trace – Spurlos verschwunden (Without a Trace, Fernsehserie, Folge 2x09)
- 2004: Cold Case – Kein Opfer ist je vergessen (Cold Case, Fernsehserie, Folge 2x04)
- 2005: JAG – Im Auftrag der Ehre (JAG, Fernsehserie, Folge 10x17)
- 2005: Charmed – Zauberhafte Hexen (Charmed, Fernsehserie, Folge 7x19)
- 2005: McBride – The Doctor Is Out... Really Out (Fernsehreihe)
- 2005: Nemesis – Der Angriff (Threshold, Fernsehserie, 2 Folgen)
- 2005, 2008: CSI: Den Tätern auf der Spur (CSI: Crime Scene Investigation, Fernsehserie, 2 Folgen, verschiedene Rollen)
- 2006: CSI: NY (Fernsehserie, Folge 2x18)
- 2006: Die Hollywood-Verschwörung (Hollywoodland)
- 2006: Navy CIS (NCIS, Fernsehserie, Folge 4x03 Schnelle Liebe)
- 2007: Close to Home (Fernsehserie, Folge 2x18)
- 2007: CSI: Miami (Fernsehserie, Folge 5x23 Im Sumpf des Verbrechens)
- 2008: The Essence Of Depp
- 2008: Affairs in Order
- 2008: General Hospital (Fernsehserie, 45 Folgen)
- 2008: Mad Men (Fernsehserie, Folge 2x01)
- 2008: Army Wives (Fernsehserie, 7 Folgen)
- 2008: Ghost Whisperer – Stimmen aus dem Jenseits (Ghost Whisperer, Fernsehserie, Folge 4x04)
- 2009: Ready for Hangover (Ready or Not)
- 2009: Drop Dead Diva (Fernsehserie, Folge 1x09)
- 2009–2016: Castle (Fernsehserie, 173 Folgen)
- 2010: Dark Blue (Fernsehserie, Folgen 2x09–2x10)
- 2018: Legion (Fernsehserie, Folge 2x06)
- 2018–2019: Titans (Fernsehserie, 3 Folgen)
- 2019: The Rookie (Fernsehserie, Folge 2x03)
- 2021: Navy CIS: L.A. (NCIS: Los Angeles, Fernsehserie, Folge 12x11)
- 2023: Hunters (Fernsehserie, Folge 2x05 Blutsbande)
- 2023: Invitation to a Murder
- 2024: Tracker (Fernsehserie, Folge 2x07 Des Menschen bester Freund)
- seit 2024: Navy CIS (Fernsehserie)

## Videospiele
- 2002: Soldier of Fortune II: Double Helix (Synchronstimme)
- 2018: Far Cry 5 als John Seed (Synchronstimme)

## Theaterstücke
- Anthony Burgess: Uhrwerk Orange (A Clockwork Orange)
- William Shakespeare: König Lear (The Tragedy of King Lear)